# Plaza de Cagancha
Plaza de Cagancha lub Plaza Cagancha, znany także jako Plaza Libertad – plac w Montevideo, stolicy Urugwaju. Położony jest w barrio Centro, przy głównej ulicy miasta Avenida 18 de Julio. Odchodzą stąd mniejsze ulice: Hector Gutierr Ruiz oraz Avenida General Rondeau. Na placu stoi pomnik Columna de La Paz (Kolumna Pokoju).
Znajduje się tu kilometr zerowy dla następujących dróg krajowych:
Ruta 1, Ruta 1, Ruta 3, Ruta 5, Ruta 6, Ruta 7, Ruta 8, Ruta 9, Ruta 10 oraz Ruta Interbalnearia.